# Roupala schulzii
Roupala schulzii är en tvåhjärtbladig växtart som beskrevs av Mennega. Roupala schulzii ingår i släktet Roupala och familjen Proteaceae. Inga underarter finns listade i Catalogue of Life.